# Société centrale de sauvetage des naufragés
La Société centrale de sauvetage des naufragés (SCSN) est une ancienne association française dont la mission était le sauvetage des personnes en danger en mer, créée en 1865, et aujourd'hui remplacée par la Société nationale de sauvetage en mer. 

## Historique

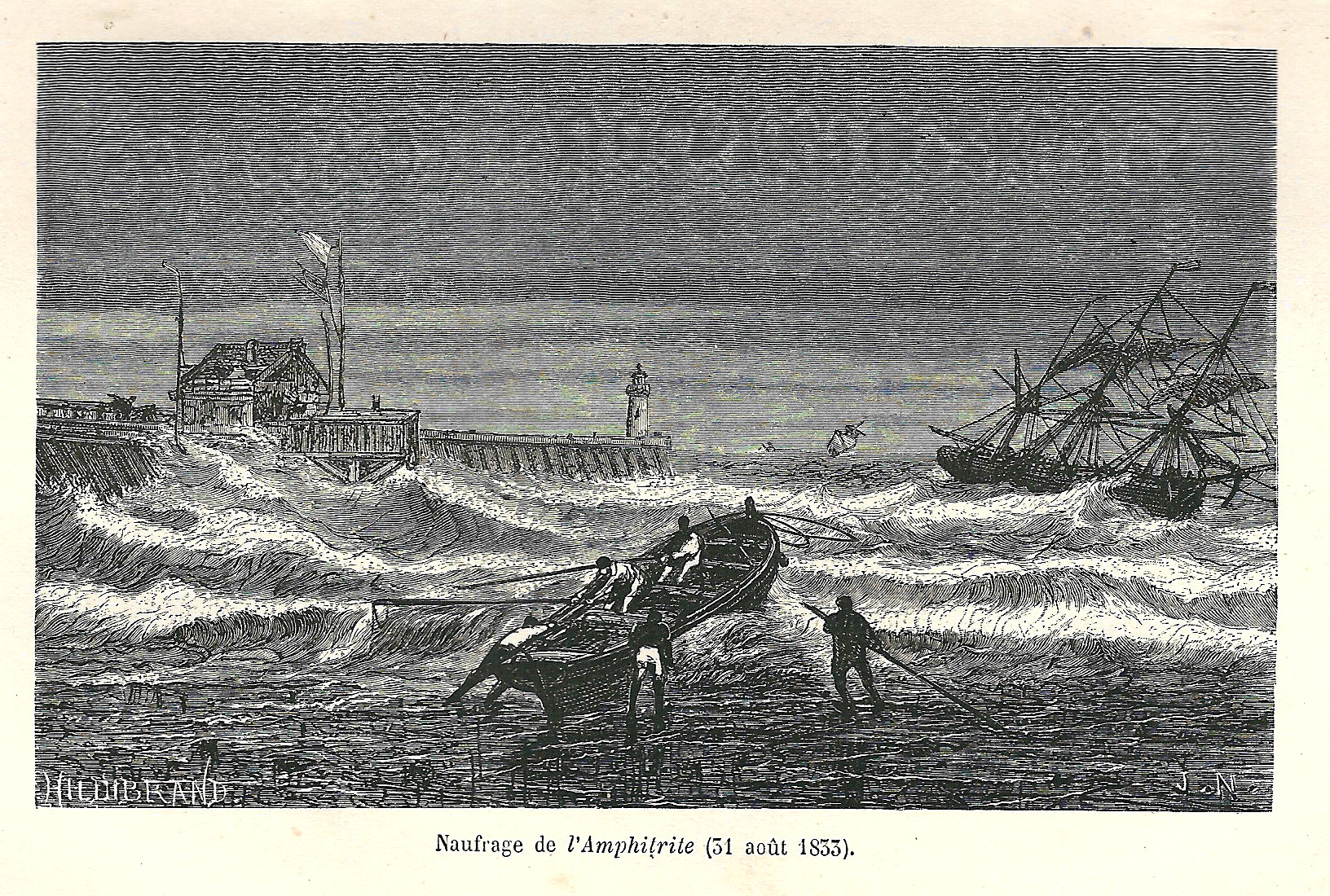
Naufrage de l’Amphitrite le 31 août 1833.

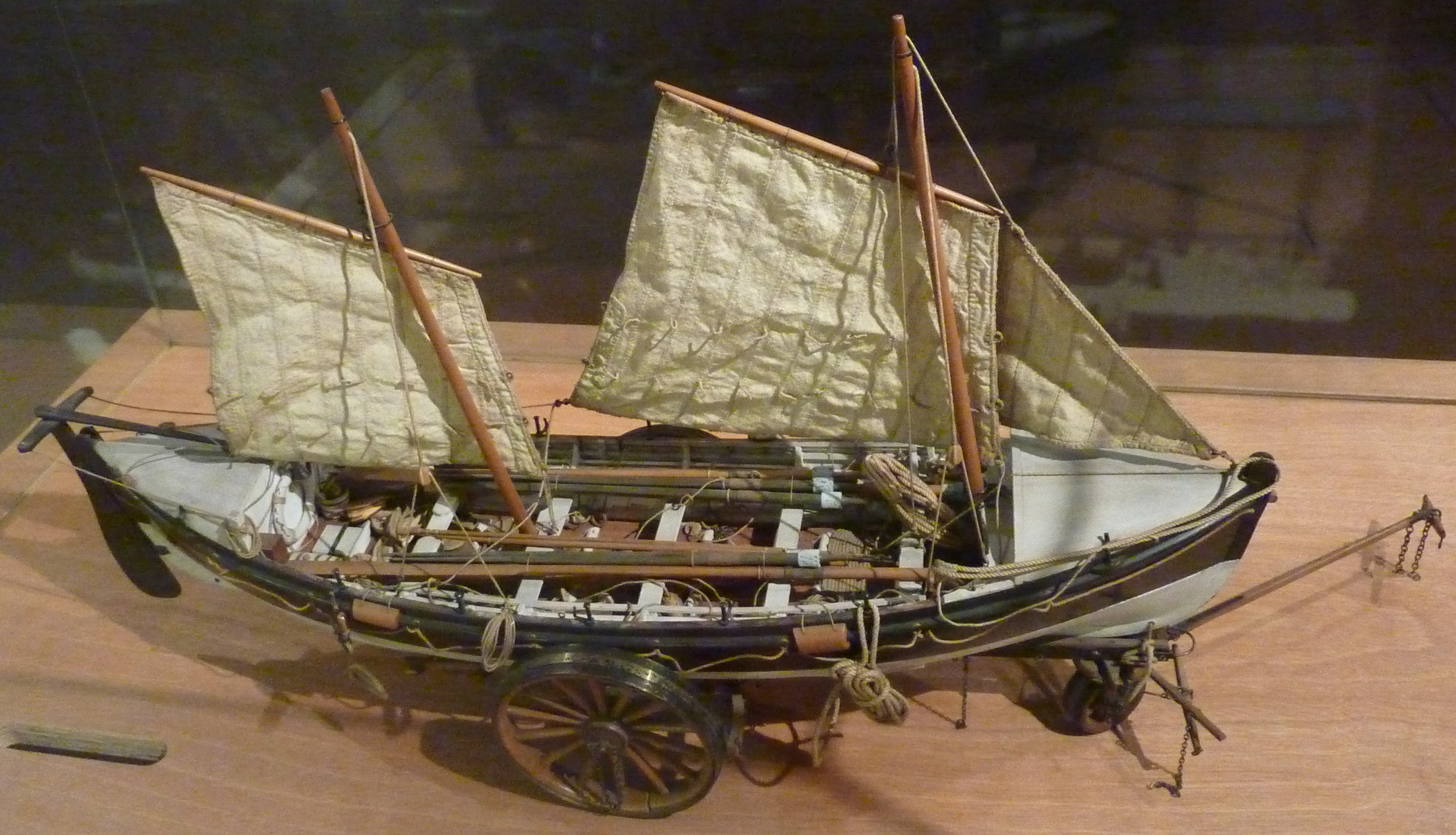
Maquette du premier type de canot de sauvetage à avirons choisi par la SCSN dès 1865 pour équiper ses stations (Musée national de la Marine de Port-Louis).

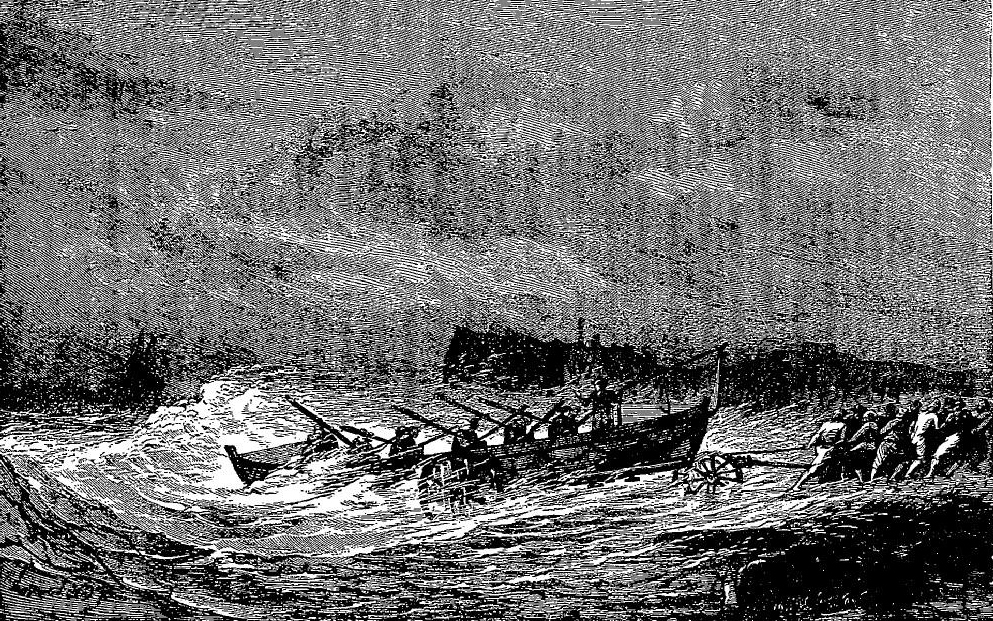
Canot de sauvetage de la Société centrale de sauvetage allant au secours de naufragés (dessin anonyme de 1897).

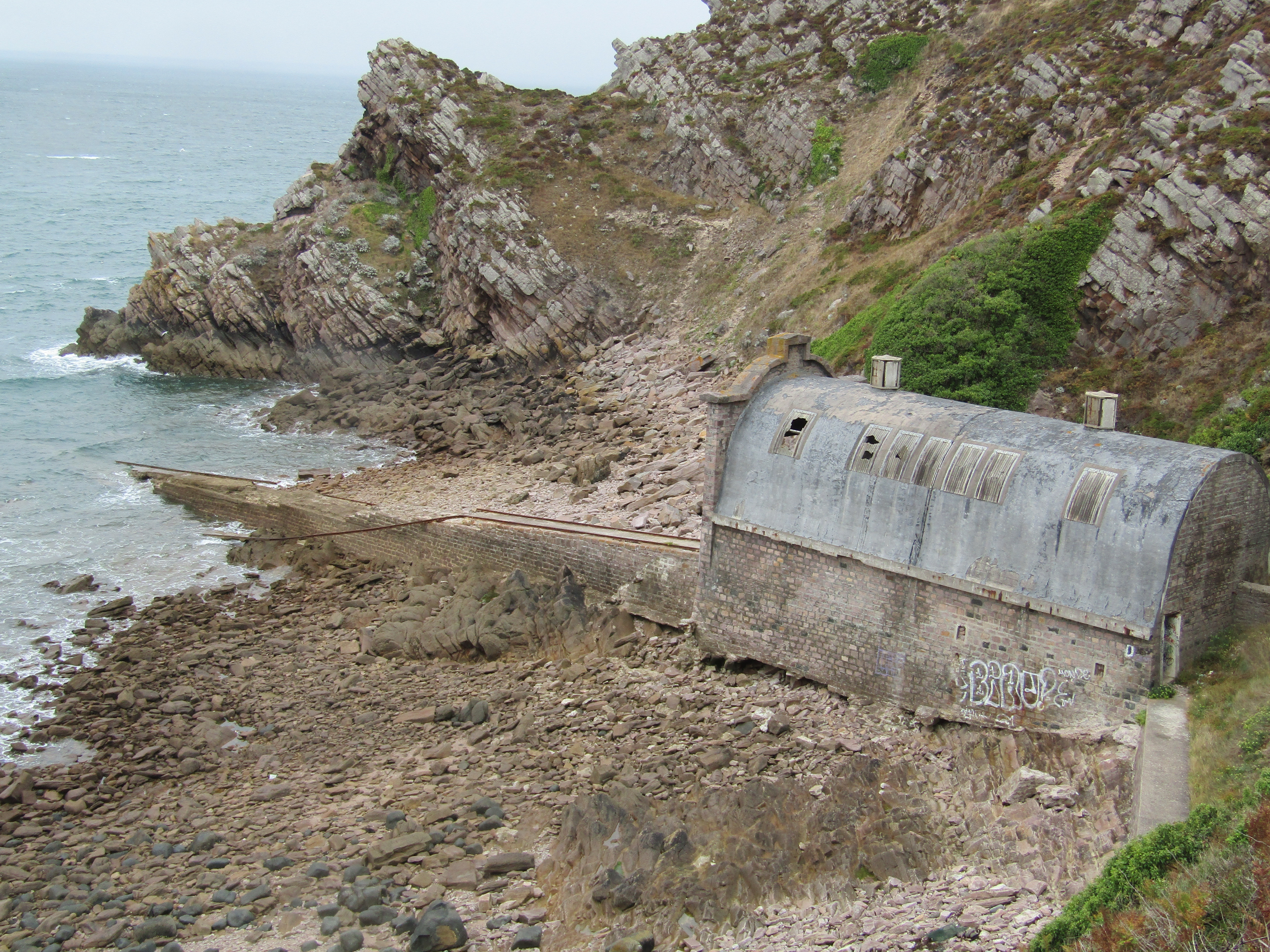
Cale et abri du canot de sauvetage au cap d'Erquy.

La SCSN est née en 1865 à la suite de deux événements dramatiques : le naufrage de l’Amphitrite (en) en août 1833 à Boulogne-sur-Mer et celui de la Sémillante en février 1855 sur un îlot de l’archipel des Lavezzi. Plusieurs villes littorales s'étaient dotées au début du XIXe siècle de « Société humaine des naufrages ». Une commission, en 1861, eut pour mission de fédérer toutes ces initiatives.
La SCSN est créée le 12 février 1865 après que le gouvernement français a exprimé la volonté d'avoir un service privé et général de sauvetage en mer, et mise sous la protection de l'impératrice Eugénie qui offre le premier canot. Son premier président est l'amiral Rigault de Genouilly, sénateur et futur ministre, son vice-président est le baron Théodore Gudin qui est à l'origine de l'initiative. La société vit des dons et legs.
En 1866, vingt stations étaient en service, quinze en construction.
En  1872 la Société Humaine de Dunkerque , crée en 1834 rejoint la SCSN
En 1883, la société gère 70 stations de canot de sauvetage et 150 postes de lancement de fusées porte-amarre, utilisés pour installer des va-et-vient entre les bateaux en difficulté et la côte. Les canots, initialement à avirons et à voiles, doivent être remplacés par de coûteux canots à moteur au début du XXe siècle. En 1885, le colonel William Huber-Saladin s'inspire de la SCSN pour créer la Société internationale de sauvetage du Léman.
En 1906, le Commandant Delpierre la remet en avant en déplaçant son siège à Boulogne-Sur-Mer, alors principal port de pêche français
En 1967, la SCSN dispose de 58 canots à moteurs insubmersibles et inchavirables.
En 1967, elle fusionne avec  la Société des hospitaliers sauveteurs bretons pour mettre en commun les moyens de sauvetage. Ces deux sociétés deviennent la Société nationale de sauvetage en mer.